# Asceles margaritatus
Asceles margaritatus är en insektsart som beskrevs av Ludwig Redtenbacher 1908. Asceles margaritatus ingår i släktet Asceles och familjen Diapheromeridae. Inga underarter finns listade i Catalogue of Life.